# 斯托尼福克鎮區 (北卡羅萊納州沃托加縣)
斯托尼福克鎮區（英語：Stony Fork Township）是位於美國北卡羅萊納州沃托加縣的一個鎮區。

## 地方資料
斯托尼福克鎮區的面積為68.63平方千米，皆為陸地。根據2020年美國人口普查的數據，當地共有人口2244人，而人口密度為每平方千米32.7人。